# Vanilla nigerica
Vanilla nigerica är en orkidéart som beskrevs av Alfred Barton Rendle. Vanilla nigerica ingår i släktet Vanilla och familjen orkidéer. Inga underarter finns listade i Catalogue of Life.